# 南篠崎聯絡所
南篠崎聯絡所（みなみしのざきれんらくじょ）は、かつて福岡県小倉市にあった、鉄道院豊州本線（現：日豊本線）の信号場である。小倉裏線の廃線に伴い、1916年（大正5年）6月21日に廃駅となった。

## 歴史
- 1904年（明治37年）2月12日：九州鉄道により開業。
- 1907年（明治40年）7月1日：九州鉄道国有化。
- 1916年（大正5年）6月21日：小倉裏線の廃線に伴い廃止。

## 隣の駅
鉄道院
小倉裏線
足立軍用停車場 - 南篠崎聯絡所